# Barichara
Barichara est une municipalité du département de Santander en Colombie.

## Géographie
- Population : 8 500 habitants
- Altitude : 1 300 mètres
- Température annuel moyenne : 21 °C

## Monuments
- Maison de la culture
- Cathédrale de l'imaculada concepcion
- Chapelle de San Antonio
- Chapelle de Santa Barbara
- El salto del Mico (Le saut du singe)
- Parc des arts

## Personnalités liées à la municipalité
- Aquileo Parra (1825-1900) : président des États-Unis de Colombie né à Barichara.
- Hernán Buenahora Gutiérrez (1967-) : coureur cycliste colombien.